# Vera Fogwill
Vera Fogwill (Buenos Aires, 28 de novembre de 1972)  és una actriu, directora i guionista Argentina de cinema i televisió.

## Biografia
La seva mare Janin Demanet és actriu. El seu pare és el sociòleg Rodolfo Enrique Fogwill. Va escriure la seva primera obra de teatre als 17 anys. Va començar la seva carrera d'actriu a Hollywood. El 1996, va protagonitzar la pel·lícula musical de Madonna Evita. També interpreta teatre i ha guanyat diversos premis pels seus papers
El 2005 va dirigir la seva primera pel·lícula Las mantenidas sin sueños on també interpreta a una mare toxicòmana.
El 2013, va escriure la seva primera novel·la.
En 2022, va dirigir Conversaciones sobre el odio. ues dones a prop de la mort, aboquen els seus odis, evoquen vells rancors i manipulacions.

## Filmografia

### Cinema
| Any  | Títol                              | Personatge                       | Notes                    |
| ---- | ---------------------------------- | -------------------------------- | ------------------------ |
| 2023 | Conversaciones sobre el odio       | Productora, directora, guionista |                          |
| 2021 | Mamá, mamá, mamá                   | Tia                              |                          |
| 2017 | El silencio                        | Paula                            |                          |
| 2017 | Sinfonía para Ana                  | Madre de Ana                     |                          |
| 2016 | Los últimos dias de Betina Ruiz    | Sonia                            | Curtmetratge             |
| 2013 | Ayer fue viernes                   | Silvia                           | Curtmetratge             |
| 2010 | Ártico                             | Marita                           |                          |
| 2009 | Un chino negro                     | Micaela                          | Curtmetratge             |
| 2007 | Las mantenidas sin sueños          | Florencia                        |                          |
| 2006 | Chile 672                          | Enfermera                        |                          |
| 2005 | La demolición                      |                                  |                          |
| 2004 | Llamandote de lejos                | Verónica                         | Curtmetratge de Movistar |
| 2003 | Las miradas bajo el enojo          | Carolina                         |                          |
| 2002 | Anillo de humo                     | Clara                            | Telefilm                 |
| 2002 | ¿Quién es Alejandro Chomski?       | Ella misma                       | Cameo                    |
| 1998 | El viento se llevó lo que          | Soledad                          |                          |
| 1997 | Plaza de almas                     | Laura                            |                          |
| 1996 | Evita                              | Cantant de Jazz                  | Cameo                    |
| 1995 | Buenos Aires viceversa             | Daniela                          |                          |
| 1994 | El censor                          | Diana Márquez                    |                          |
| 1990 | Sabor cereza                       | Mara Lujin                       | Curtmetratge             |
| 1990 | El rincon de las chicas enamoradas | Andrea                           | Curtmetratge             |
| 1989 | Problemas colectivos               | Filla                            | Curtmetratge             |

### Televisió
| Any       | Títol                                                   | Personatge            | Notas                      |
| --------- | ------------------------------------------------------- | --------------------- | -------------------------- |
| 2018      | Morir de amor                                           | Karen Sandoval        | Participació especial      |
| 2014-2015 | Guapas                                                  | Josefina              | Participació especial      |
| 2013      | Ecos                                                    | Verónica Olivan       | Elenc principal            |
| 2012      | Tiempos compulsivos                                     | Leticia               | Participació especial      |
| 2009      | Tratame bien                                            | Vanessa               | Participació especial      |
| 2007      | Mujeres de nadie                                        | Barbara Otamendi      | Recurrent                  |
| 2006      | Mujeres asesinas 2                                      | Gloria                | Ep11: "Gloria, despiadada" |
| 1999      | Vulnerables                                             | Marcela               | Participació especial      |
| 1997      | Verdad consecuencia                                     | Camila                | Participació especial      |
| 1996      | De poeta y de loco                                      | Janet                 | Participació especial      |
| 1994      | ¿Dónde estas amor de mi vida que no te puedo encontrar? | Vera                  | Participació especial      |
| 1994      | Para toda la vida                                       | Guadalupe Montes      | Elenc secundari            |
| 1993      | Zona de riesgo IV                                       | Sandra / Valeria      | 2 episodis                 |
| 1993      | Canto rodado, escuela de arte                           | Sofía Valdez          | Elenc principal            |
| 1992      | De cuerpo y alma                                        | Julia Samaniego Silva | Antagonista                |
| 1991      | La Paloma                                               | Carolina Aguilar      | Antagonista                |
| 1991      | Atreverse                                               | Amiga                 | 1 episodi                  |

## Teatre
- 1999 La pecadora habanera para piano de Adriana Genta. Dirección: Cristina Banegas. Teatro El Excéntrico.
- 1996 El juguetero  de Gardner McKay. Dirección: Oscar Ferrigno. Teatro Fundación Banco Patricios.
- 1996 En familia de Florencio Sánchez. Dirección: Alberto Ure. Teatro Nacional Cervantes.
- 1991 El baño de los pájaros de Leonard Melfi. Dirección: Age Medrano. Teatro El vitral.
- 1990 Noche de reyes de William Shakespeare. Dirección: Alberto Ure. Teatro General San Martín,
- 1989-90 Abre el ataúd que yo me encierro de Vera Fogwill. Dirección: Age Medrano. Teatro Babilonia

## Premis i nominacions
- 1995 Premi del Diari Argentí “La Nación” a la “Millor obra teatral” por la seva obra Las Feroces[7]
- 1998 Teatro-Premio Villa de Madrid “María Guerrero” a la “Millor Actriu Dramètica Iberoamericana” per la seva actuació a El Juguetero[8]
- 2000 Nominació al Premi Cóndor de Plata a la millor actriu per El viento se llevó lo que
- 2005 Premi Paó de Plata al millor director del Festival Internacional de Cinema de l'Índia per Las mantenidas sin sueños.[9]
- 2008 Nominació al Premi Cóndor de Plata al millor guió per Las mantenidas sin sueños.